# أكيرا فوغيوارا
أكيرا فوغيوارا (باليابانية: 藤原彰؛ بالكانا: ふじわら あきら) هو مؤرخ ياباني، ولد في 2 يوليو 1922 في طوكيو في اليابان، وتوفي في 26 فبراير 2003.